# Aile d'ange

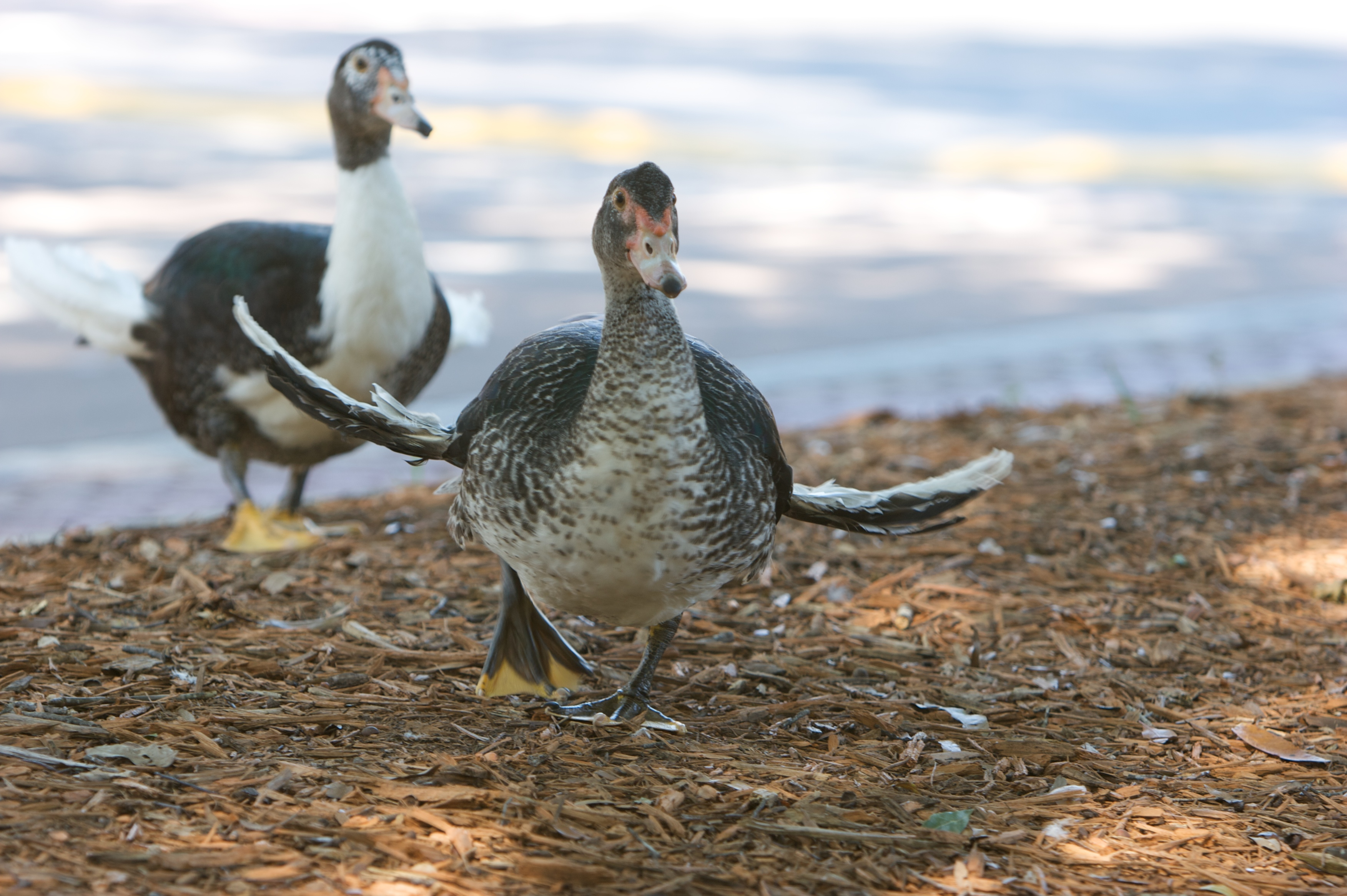
Un Canard musqué avec des ailes d'ange.

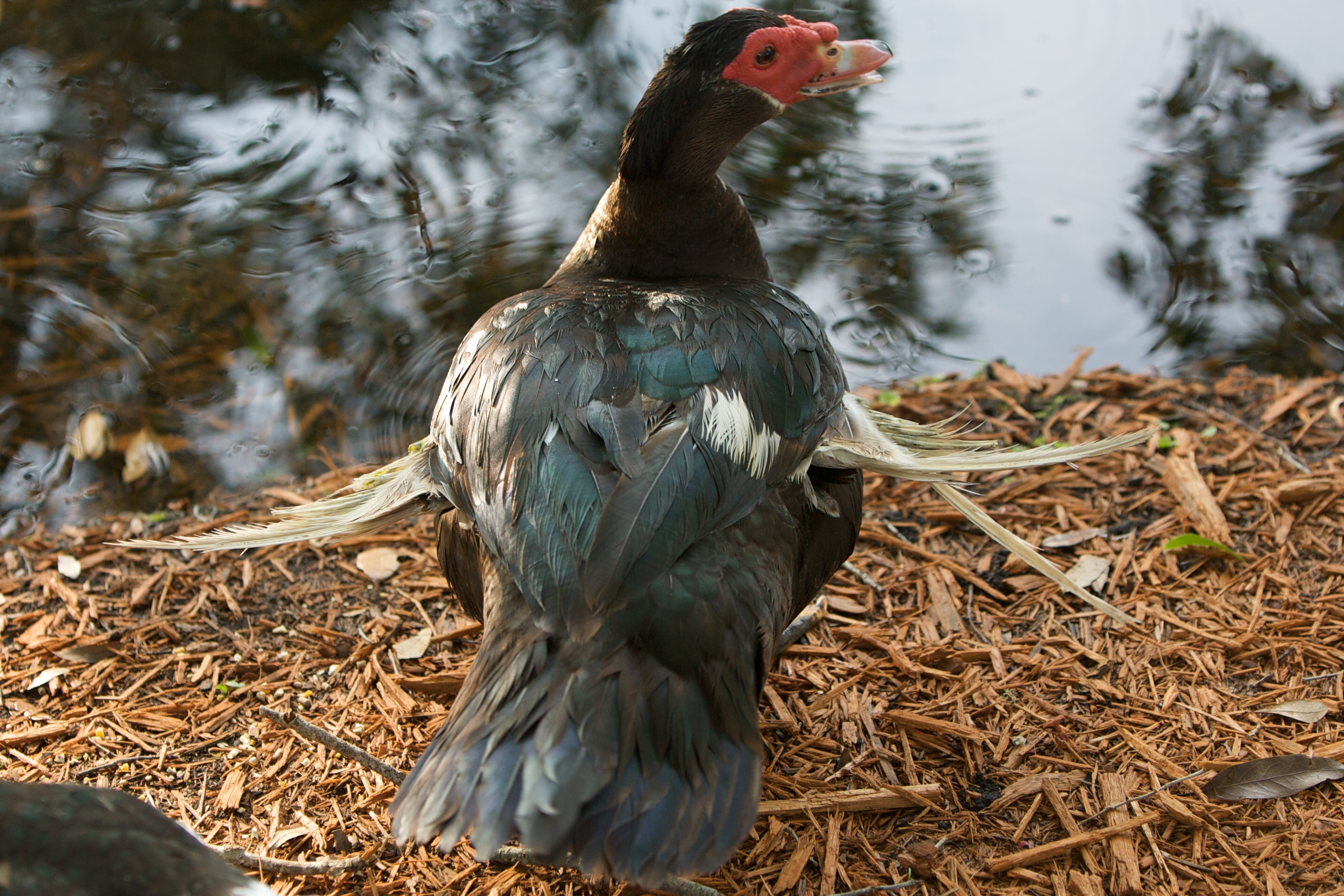
Un oiseau avec des ailes d'ange.

L' Aile d'ange, aussi connu sous le nom d'aile d'avion , est un syndrome qui touche d'abord les oiseaux aquatiques tels que les oies et les canards. Ce syndrome se traduit par une déformation de l'aile dont la dernière articulation pointe vers les côtés extérieurs au lieu de se prolonger le long du corps. Il apparaît plus souvent chez les mâles que chez les femelles. On a pu aussi l'observer chez les autours, les outardes et des oiseaux tels que les perruches ondulées, les Aras, et les conures.

## Caractéristiques
Ce syndrome s'acquiert chez les jeunes individus. Causé par une alimentation trop riche en calories et particulièrement riche en glucides et protéines et/ou pauvre en vitamine D, vitamine E, et manganèse, l'une ou les deux articulations des carpes (équivalent du poignet) voient leur développement retardé par rapport au reste de l'aile ; pour des raisons inconnues, si seule une aile est affectée, il s'agit généralement de l'aile gauche. En conséquence, l'articulation de l'aile est tournée vers l'extérieur et empêche celle-ci de remplir sa fonction habituelle. Les symptômes d'une aile d'ange incluent une zone dépourvue de rémiges (les plumes de contour nécessaires pour le vol), ou bien des rémiges qui dépassent des ailes en formant des angles inappropriés. Dans les cas extrêmes, les plumes manquantes laissent place à des tiges de paille bleuâtre saillant des ailes. Chez les oiseaux adultes, cette maladie est incurable et entraîne généralement une mort prématurée étant donné que les oiseaux affectés se retrouvent partiellement voire totalement incapables de voler. Ils deviennent alors des proies faciles et cela compromet leur survie. Chez les jeunes individus, un traitement (bander l'aile pour la contenir sur le flanc de l'oiseau) accompagné d'une amélioration de l'alimentation peuvent rattraper les dommages.
Les oiseaux aquatiques (Anatidés) peuvent toutefois atteindre l'âge adulte avec cette malformation, le vol n'étant pas systématiquement indispensable à leur survie. 

## Une conséquence de l'alimentation par les humains?
L'aile d'ange peut se rencontrer parfois chez des oiseaux vivant près des humains (y compris des espèces domestiques) à cause par exemple du pain qui leur est donné , ; mais on en trouve aussi parmi des oiseaux qui n'ont pas du tout reçu de pain. 
Les oiseaux aquatiques sauvages (cygnes, canards, oies etc) n’ont pas besoin de l’homme pour se nourrir même en milieu urbain. Ces animaux trouvent suffisamment de nourriture dans l’eau et sur les pelouses. Certains sont herbivores, ils récupèrent l’herbe sur la pelouse et les algues au fond de l’eau toute l’année. Et d'autres comme les fuligules, les garrots, les harles, les macreuses… Sont des canards plongeurs qui captures des petits mollusques, insectes aquatiques et petits poissons pour les harles (jamais de végétaux !)
Un petit apport de nourriture peut être envisagé en cas de grosse vague de froid, sinon ces oiseaux s’adaptent.
Pour les oiseaux du ciel sauvages, la LPO considère qu'il est essentiel de les aider surtout l'hiver en leur apportant de la nourriture. Ils préconisent de débuter le nourrissage des oiseaux du ciel dès les premiers gels (octobre-novembre) et de le cesser dès les premiers jours de beaux temps (mars) afin d'une part, de ne pas accoutumer ces oiseaux aux apports humains et les rendre ainsi dépendants et d'autre part, d'éviter les maladies (salmonellose...) qui se propagent beaucoup plus facilement avec la chaleur. L’arrêt du nourrissage doit se faire en une quinzaine de jours, en diminuant progressivement les doses de nourriture chaque jour afin que les oiseaux du ciel sauvages puissent chercher l’apport dans la nature car un arrêt brutal les perturberait. Pour ne pas les mettre en danger, il ne faut surtout pas arrêter un nourrissage en plein hiver.
Les animaux sauvages doivent conserver leur instinct sauvage pour survivre. Car s’ils sont habitués aux humains (imprégnés) ils ne s’en méfieront pas, et pourront alors se mettre en danger, ne plus chercher à manger par eux-mêmes... Alimenter ces animaux en continu développe aussi chez certains sujets une dépendance à l’humain. Les parents n’apprennent plus aux jeunes à se nourrir par eux-mêmes.